# Пізоліти

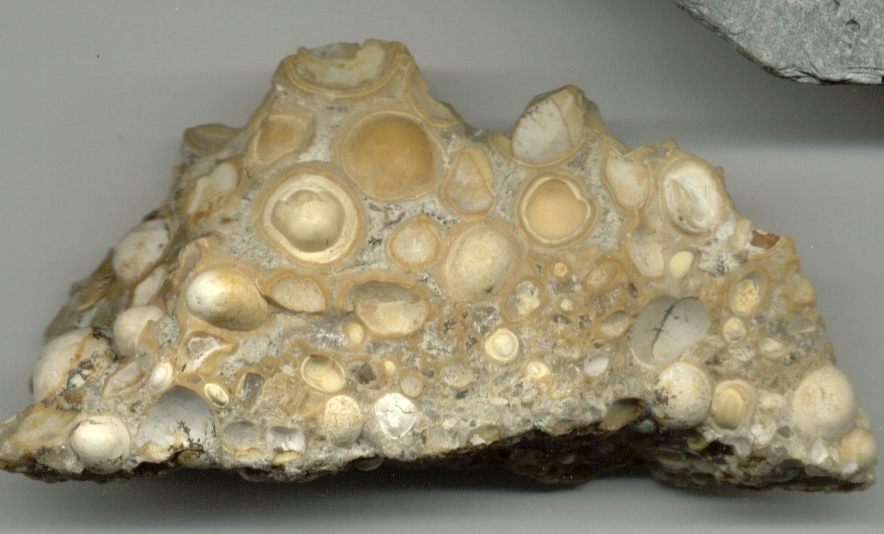
Пізолітовий вапняк з Бразилії. Пізоліти розміром 1.0 cm.

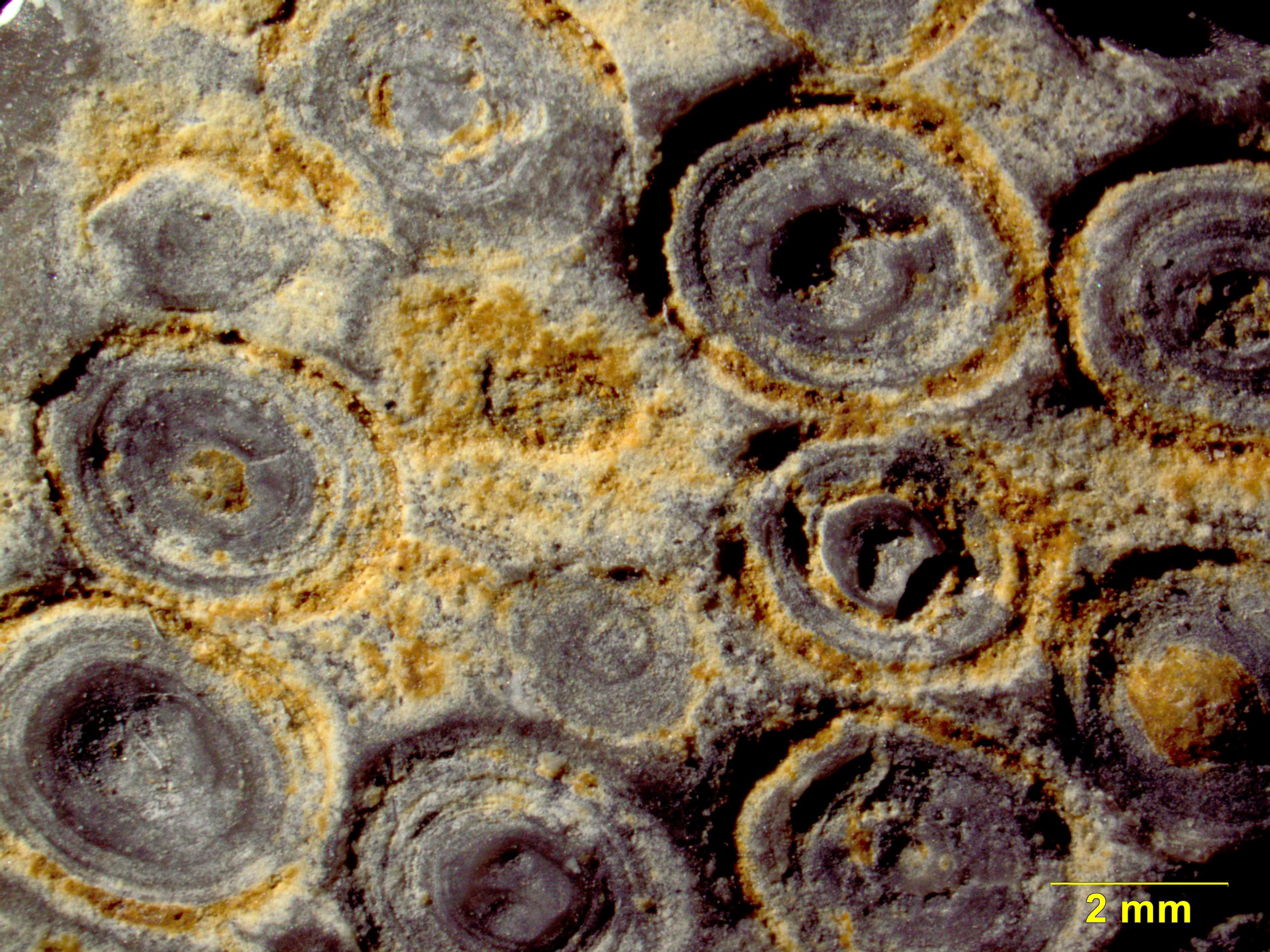
Пізолітовий

Пізоліти (англ. pisoliths, pisolites; нім. Pisolithe m pl, Erbsensteine m pl) — округлі мінеральні тіла величиною з горошину (понад 2.0 мм), як правило, кальцитові (пізолітовий вапняк), рідше арагонітові, залізисті, бокситові, марганцевисті і ін. Іноді пізоліти називають також ооліти розміром менше 2.0 мм.
Від лат. pisum — горох. Синонім — камінь гороховий.